# Rudolf Alexander Hatschek
Rudolf Alexander Hatschek (* 10. Mai 1918 in Gräfenberg; † nach 1983) war ein österreichischer Ingenieur und Erfinder.

## Leben
Rudolf Alexander Hatschek wurde am 10. Mai 1918 als Sohn von Rudolf Bernhard und Maria Hatschek in der österreichisch-schlesischen Stadt Gräfenberg geboren. Er studierte an der Universität in Prag, später in Graz, wo er 1946 promoviert wurde. In Prag war er von 1940 bis 1945 bei der Biochemist Interpharma AG angestellt, von 1946 bis 1954 als Laborleiter bei Fux in Wien. Anschließend war er bis 1959 in der technischen Leitung von BCF. Es folgte eine geschäftsführende Position bei AVL List in Graz, die er bis 1965 innehatte. Von dort wechselte Hatschek in die Schweiz, wo er bis 1977 in der Entwicklungsabteilung von Vibro-Meter und anschließend bis 1983 bei Asulab tätig war.
Hatschek war als Berater für piezo-elektrische Anwendungen in Medizin, Zeitmessung, Automation und Telekommunikation tätig. Er führte das piezo-elektrische Vibrationsmonitoring für Flugzeugmotoren ein.

## Mitgliedschaften
- American Society of Mechanical Engineers
- Institute of Electrical and Electronics Engineers
- International Society Optical Engineering
- Swiss Physical Society
- New York Academy of Sciences